# Земо-Артани
Земо-Артани (груз. ზემო არტანი) — село в Грузии, на территории Тианетского муниципалитета края (мхаре) Мцхета-Мтианети.

## География
Село находится в центральной части Грузии, на правом берегу реки Иори, на расстоянии приблизительно 11 километров (по прямой) к северо-северо-востоку от посёлка городского типа Тианети, административного центра муниципалитета. Абсолютная высота — 1247 метров над уровнем моря.

## Население
По результатам официальной переписи населения 2014 года в Земо-Артани проживало 30 человек (15 мужчин и 15 женщин). В национальной структуре населения грузины составляли 100 %.
| Год  | Население, человек |
| ---- | ------------------ |
| 2002 | 49                 |
| 2014 | ↘ 30               |